# 수상한 가정부
《수상한 가정부》는 2013년 9월 23일부터 2013년 11월 26일까지 SBS에서 방영된 월화드라마이다.
일본의 지상파 상업 방송사 니혼TV 방송망에서 2011년 하반기에 방영한 드라마 《가정부 미타》(家政婦のミタ)를 극화한 작품이다.
한편, 본 드라마는 '가정부'란 타이틀 때문에 전국가정관리사협회와 한국여성노동자회 등 관련 단체로부터 항의가 많다는 이유로, 논란의 소지가 많았다.
아울러, 최지우가 맡았던 박복녀 역은 당초 엄정화가 낙점됐으나 영화 관능의 법칙 마지막 촬영 스케줄과 맞물려 고사했으며 김선아한테도 제안이 갔지만 영화 더 파이브 촬영 스케줄과 맞물려 불발되기도 했다.
이와 함께, 7세 여아를 비롯한 등장인물들의 자살을 암시하는 장면을 비롯해서, 어린이·청소년 등장인물들의 비속어 사용 장면을 청소년시청보호시간대 등에 내보내 방송통신심의위원회로부터 '경고' 조치를 받았다.

## 줄거리
가정부 박복녀는 무슨 일이든 주어지면 신속하게 처리하며 빈틈을 보이지 않는다. 아빠의 불륜으로 엄마가 자살하자 그 가족이 산산이 부셔지고, 이 집으로 박복녀가 오게 되면서 뿔뿔히 흩어진 가족을 한데 모이게 한다.

## 등장 인물

### 주요 인물
| 연기자 | 한국판    | 일본판                             | 배역 설명                                                                                          |
| ------ | --------- | ---------------------------------- | -------------------------------------------------------------------------------------------------- |
| 최지우 | 박복녀 역 | 미타 아카리 역 (마쓰시마 나나코)   | 본명 박은수. 표정 변화가 없는 미스터리한 가정부로, 시키는 일은 무엇이든지 신속 정확하게 처리한다.  |
| 이성재 | 은상철 역 | 아스다 케이치 역 (하세가와 히로키) | 41세. 4남매의 아버지이자 건설업체의 부장으로, 고정월급을 신앙처럼 섬기며 사는 3년차 기러기 아빠다. |
| 왕지혜 | 윤송화 역 | 카자마 미에 역 (노나미 마호)       | 상철의 직장 후배이자 불륜 상대. 돈을 위해서라면 사랑을 과감히 포기할 줄 아는 악녀이다.             |

### 은상철의 가족
| 연기자 | 한국판    | 일본판                             | 배역 설명                                                                                          |
| ------ | --------- | ---------------------------------- | -------------------------------------------------------------------------------------------------- |
| 김소현 | 은한결 역 | 아스다 유이 역 (구츠나 시오리)     | 18세. 은상철의 장녀. 엄마가 죽기 전에 상철이 불륜을 저질렀다는 것을 알고 극단적으로 대립하게 된다. |
| 채상우 | 은두결 역 | 아스다 카케루 역 (나카가와 타이시) | 15세. 은상철의 장남. 열등생이고 건들거려 보이지만 가족을 진심으로 아끼고 사랑한다.                 |
| 남다름 | 은세결 역 | 아스다 카이토 역 (아야베 슈토)     | 13세. 은상철의 차남. 어린 나이지만 현실감각에 능하고 우등생이다. 하지만 나름대로의 사정이 있다.    |
| 강지우 | 은혜결 역 | 아스다 키이 역 (혼다 미유)         | 은상철의 막내 딸. 알고 싶은 게 많은 다섯 살이며 엄마가 죽지 않았다고 굳게 믿고 기다린다.           |
| 김희정 | 우선영 역 | 아스다 나기코 역 (다이케 유코)     | 4남매의 어머니이자 전업 주부였으나 남편의 불륜 사실을 접하고 집 근처의 강에 뛰어들어 자살한다.     |

### 은상철의 처가
| 연기자 | 한국판    | 일본판                             | 배역 설명                                                                                               |
| ------ | --------- | ---------------------------------- | --- |
| 박근형 | 우금치 역 | 유키 요시유키 역 (히라이즈미 세이) | 상철의 장인이며 욕실용 건자재업체 회장. 애초부터 혼전임신으로 결혼하려는 선영과 상철의 결혼을 반대했다. |
| 심이영 | 우나영 역 | 유키 우라라 역 (아이부 사키)       | 상철의 처제. 밝고 천사 같은 성격으로 언니네 가족을 돕지만 민폐만 끼치게 된다.                           |

### 은상철의 주변 인물
| 연기자 | 한국판    | 일본판                         | 배역 설명 |
| ------ | --------- | ------------------------------ | --- |
| 조연우 | 최규동 역 | 나토리 사원 역 (세키도 마사시) | JK건설 부장. 상철의 후배지만 직급은 같은 부장이다. 불륜으로 회사에서 위기를 맞은 상철을 짓밟아 버린다.       |
| 장서원 | 이동식 역 | (배역 없음)                    | JK건설 사원. 평소에 상철을 잘 따르나 자신이 위험에 처해질 때는 상철에게도 돌아서는 놀라운 처세술을 발휘한다. |

### 박복녀의 주변 인물
| 연기자 | 한국판    | 일본판                           | 배역 설명                                                                           |
| ------ | --------- | -------------------------------- | ----------------------------------------------------------------------------------- |
| 김해숙 | 홍분남 역 | 하루미 아케미 역 (시라카와 유미) | 행복 소개소 소장. 복녀를 상철이네 집으로 소개시켜 줬으며, 복녀에 대해 잘 알고 있다. |
| 정석용 | 신정만 역 | (배역 없음)                      | 정육가게 사장. 매일 같은 시간마다 나타나는 복녀의 기품에 반한다.                    |
| 라미란 | 양미자 역 | (배역 없음)                      | 정만의 아내. 남편을 바지사장으로 내세워 실질적인 권력을 행사한다.                   |

### 옆집 어진이네
| 연기자 | 한국판         | 일본판                               | 배역 설명                                                                                           |
| ------ | -------------- | ------------------------------------ | --------------------------------------------------------------------------------------------------- |
| 방은희 | 어진 어머니 역 | 미나가와 마리코 역 (사토 히토미)     | 어진의 엄마. 툭하면 상철네 가족에게 시비를 걸지만 복녀를 만나면 매번 면박을 당하기 일쑤다.          |
| 이승형 | 오남재 역      | 미나가와 이사오 역 (이케다 마사노리) | 어진 아빠이며 전직 아나운서 출신. 시들어져 가는 아내에게 권태를 느끼면서 결혼 생활에 위기를 느낀다. |
| 황재원 | 오어진 역      | 미나가와 츠바사 역 (나카니시 류가)   | 혜결의 유치원 동급생이자 옆집 아이. 부모에게 과잉보호를 받아 성격이 난폭하고 교활하다.              |

### 밴드부 동아리
| 연기자 | 한국판    | 일본판                           | 배역 설명                                                                                                 |
| ------ | --------- | -------------------------------- | --- |
| 서강준 | 최수혁 역 | 오자와 타쿠야 역 (사이토 슈스케) | 밴드부 동아리 리더. 한결의 선배로, 한결에게 마음이 있었지만 우울하고 힘든 한결을 보고 이내 마음을 접는다. |
| 박지빈 | 신우재 역 | (배역 없음)                      | 한결의 밴드부 선배. 정만과 미자의 외아들. 무뚝뚝해 보이지만 속정이 깊어 한결 곁에서 항상 챙겨준다.        |

### 그 외 인물
| 연기자 | 한국판         | 일본판                           | 배역 설명                                                                                                 |
| ------ | -------------- | -------------------------------- | --- |
| 이양희 | 수혁 아버지 역 | (배역 없음)                      | 매번 사고만 치고 다녀 아내와 수혁을 힘들게 하며 부성애라고는 눈곱만큼도 없다.                             |
| 백승현 | 김과장 역      | (배역 없음)                      | 힐링스톤 프로젝트 멤버였지만 상철이 회사에서 좌천되자 급속도로 최라인에 줄서 규동에게 입바른 말만 해댄다. |
| 김지숙 | 장 여사 역     | 미타 시어머니 역 (아카자 미요코) | 복녀의 어머니. 아들과 손자가 죽은 것이 복녀 때문이라고 생각하며 복녀에게 절대 웃지 말라고 말한다.         |
| 곽도원 | 고민국 역      | 미타 나오야 역 (카미오 유)       | 복녀의 죽은 남편. 착한 심성의 의사였으며 복녀를 집요하게 쫓아다니는 서지훈에 의해 죽게 된다.              |
| 미상   | 고준호 역      | 미타 준 (후지모토 카나타)        | 복녀의 죽은 아들. 우주비행사가 꿈이였으며 복녀의 스토커 서지훈이 저지른 방화로 인해 죽게 된다.            |
| 송종호 | 서지훈 역      | 니무라 요시히코 역 (배역 없음)   | 복녀의 옛 과외 제자. 복녀를 남몰래 흠모하여 복녀의 가정을 파탄내고 신분을 위장하여 살아간다.              |
| 정문성 | 이태식 역      | (배역 없음)                      | 성북경찰서 강력계 형사. 복녀가 일하는 상철이네 집에 협박편지까지 넣으면서 복녀를 집요하게 추적한다.       |

### 특별출연
| 연기자 | 한국판         | 일본판                               | 배역 설명                                                                     |
| ------ | -------------- | ------------------------------------ | ----------------------------------------------------------------------------- |
| 김광규 | 한결의 담임 역 | 유이 담임 역 (하루카제 히토미)       | 한결의 담임. 엄마가 죽고나서부터 방황하는 한결을 걱정한다.                    |
| 임지규 | 세결의 담임 역 | 카이토 담임 역 (야시바 토시히로)     | 세결의 담임. 초임교사라 학사업무에 능숙하지 못하다.                           |
| 강이석 | 왕따 가해자 역 | 후루카와 역 (오츠키 타케히로)        | 세결을 왕따시킨 주동자. 자신의 뜻대로 되지 않으면 무자비하게 공격한다.        |
| 전예서 | 권 작가 역     | 이사오의 불륜녀 역 (요시카와 마리아) | 어진 아빠의 불륜녀. 프로그램에서 진행자와 스텝으로 만나 일하면서 정분이 난다. |

## 원작과의 차이점
- KBS 드라마운영팀의 황의경 팀장의 인터뷰에서, "'수상한 가정부'가 해외 원작 그대로 극화한 점에 착안한 국내 제작 드라마이기 때문에, 시청자 정서에 미칠 파급력을 고려하여, 에피소드 설정이 대폭 교체되어, 극 중에서 일본정서와 한국정서가 맞지 않는 부분이 적지 않다"라고 덧붙였다.

- '가정부' 단어 사용 논란

한국여성노동자회와 전국가정관리사협회에서 본 드라마에서 '가정부'라는 단어의 사용 문제를 제기해 제목 표기는 그대로 유지되어, 대본에서는 '가사도우미'로 교체했다.
- 아이들의 필리핀 유학

원작에서는 케이치의 본처인 아스다 나기코는 전업주부로만 내용이 전개되었고, 본 드라마에서는 상철의 본처인 우선영과 4남매가 필리핀으로 어학연수를 가 있는 동안 상철과 송화의 불륜이 발생했다.
- 세결의 입시 문제

원작에서는 아스다 카이토 (은세결)는 사립중 진학을 위해 고군분투하는 내용만 전개되고, 본 드라마에서는 국제중학교 입학문제가 거론되어 초임교사보다 국제중 전형에 대해 잘 아는 복녀의 모습이 그려졌다.
- 세결의 집단 따돌림 문제

원작에서는 가정부가 아동폭행과 살인미수를 하는 등 논란이 된 에피소드가 있었지만, 본 드라마에서는 복녀가 세결의 지시를 받고 세결을 괴롭히는 일진을 찾아가 멱살을 잡는 정도로 수위가 낮아졌다. 그 이후로 집단 따돌림 문제를 탈피하기 위한 세결은 자신의 시험지 점수를 낙제점으로 처리하며 국제중 입학 계획을 단념하였다.
- 상철의 회사 문제

원작에는 케이이치의 직장 폭력으로 완전히 징계 해고가 되었지만 마지막회에서 상철은 건설 회사에 다시 복직을 하게 되었다.
- 복녀의 과거 추적자

원작에는 없지만 복녀를 집요하게 쫓아다니며 복녀가 일하는 가정에 협박편지를 전달하는 인물이 있다. 복녀에게 앙심을 품은 가족이거나 스파이일 가능성이 있다. 그 뒤로 확실히 여겨보는 정체성에는 4년 전에 서지훈을 추적하다 자전거를 타고 있는 중국인 장도형을 실수의 뺑소니로 사망시켰다는 자책감을 일으켰으나 서지훈의 은밀한 횡령 제안에 의해 형사 행세를 하면서 복녀의 과거에 대해 끝까지 재수사하고 있는 이태식이 (죽은 중국인 장도형의 본적을 훔치고서) 서지훈을 장도형으로 개명하고 중국 국적으로 귀화시켰다며 복녀를 속였다.
- 우금치 가(家)(국내)와 유키 가(家)(원작)의 본업의 차이

원작에는 유키 요시유키와 우라라가 '학교 교직원'을 맡았다는 인물로 설정되었으나, 국내에서 우금치와 우나영은 '사업가(우금치:욕실용품 제조업, 우나영:등산용품 판매업)'로 설정되어 있다.
- 일본 원작보다 낮아진 폭력 수위

아스다 유이 (은한결)가 미타 (박복녀)에게 죽여달라고 하자 미타는 식칼을 들고 끝까지 추격해 죽이려 달려들지만, 한국판에서는 방 안에 감금하는 장면으로 설정하여, 폭력성 시비 방지 차원에서 신중을 기울였다.
- 홍분남과 우금치의 관계

원작에서는 하루미 소개소장 하루미 아케미 (홍분남)와 유키 요시유키 (우금치)는 극중에서 조차 단 한번도 본적이 없었지만, 한국판에서는 정미소에 대한 과거에 얽혀 다시 만나게 되어 드라마에서 재회를 이룬다.
- 박복녀 (미타 아카리)의 억울한 화재 사고 과거

원작에서 배역으로 등장하지 않는 미타 아카리 (박복녀, (구성 : 니무라,(어머지의 재혼 이전에는 이치카와))의 이복 동생이던 니무라 요시히코가 미타의 집에 불을 지르며 미타의 남편 나오야 (고민국)와 아들 준 (고준호)이 죽었지만, 본 드라마에서 나오는 서지훈은 이복동생이 아닌 복녀의 옛 과외 제자로 설정되어 전개 되었다. 과거부터 복녀를 사랑하고 있다고 자신의 지방 별장에서 불을 지르며 복녀와 함께 죽자는 서지훈이 이태식과 함께 복녀의 CCTV 녹화 증거물에 적발당하며 징역형을 선고 받았다.
- 은한결-최수혁-신우재와 아스다 유이-오자와 타쿠야의 관계 차이

원작에서는 유이와 타쿠야의 사진부 동아리 관계로 지내다가 유이가 타쿠야와 외박에 실제 성관계를 감행하고 이후 임신이 아닐까 걱정하지만 타쿠야가 자신의 집에 다른 여자생도를 불러들였다는 현장을 목격하였던 유이가 타쿠야에게 이별을 권고하였으나, 본 드라마에서는 미성년자인 한결과 수혁이 성관계 시도에만 그쳤다. 은한결과 최수혁은 (본 드라마에만 등장하는) 신우재의 밴드부 동아리 관계를 함께 하면서 지내다가 홀로 심부름 알바를 하고 있는 수혁이 학교에서 자퇴를 하였다. (본 드라마에만 등장하는) 많이 밀렸던 수혁 아버지의 빚 때문에 홀로 캬바레 종업원을 하고 있는 수혁이 복녀에게 전해받는 한결의 작사 작곡 오선지와 밴드 팀으로 돌아와달라는 한결의 전달 메시지를 함께 듣고 밴드 팀으로 돌아오자 오디션에서 본선 진출까지 함께 성공하였다. 빚 때문에 수혁을 자주 구박하는 수혁 아버지가 한결의 고발에 의해 아들 학대죄로 체포당하고 우재의 반성에 의해 우재의 부모가 수혁을 양자로 받아들이며 한결과 수혁, 우재와의 서로의 관계를 회복하게 된다.
- 떠나는 미타, 돌아오는 박복녀

일본판 결말에서는 미타가 아스다 가족들과 작별하였다고 끝을 맺었지만, 본 드라마에서는 복녀가 결이네 가족들과 같이 하늘 위의 북극성을 함께 기억하며 결이네 가족들과 다시 만날 날을 기약하면서 끝을 맺는다.

## OST

### Part. 1
| #            | 제목                          | 작사         | 작곡         | 재생 시간 |
| ------------ | ----------------------------- | ------------ | ------------ | --------- |
| 1.           | 〈Twilight〉 (유성은)         | 이재학       | 이재학       | 3:20      |
| 2.           | 〈Twilight (Inst.)〉 (유성은) |              | 이재학       | 3:20      |
| 총 재생 시간 | 총 재생 시간                  | 총 재생 시간 | 총 재생 시간 | 6:40      |

### Part. 2
| #            | 제목                            | 작사         | 작곡           | 재생 시간 |
| ------------ | ------------------------------- | ------------ | -------------- | --------- |
| 1.           | 〈부탁할게요〉 (김예림)         | 이재학       | 이재학, 전영호 | 3:18      |
| 2.           | 〈부탁할게요 (Inst.)〉 (김예림) |              | 이재학, 전영호 | 3:18      |
| 총 재생 시간 | 총 재생 시간                    | 총 재생 시간 | 총 재생 시간   | 6:36      |

### Part. 3
| #            | 제목                                        | 작사         | 작곡         | 재생 시간 |
| ------------ | ------------------------------------------- | ------------ | ------------ | --------- |
| 1.           | 〈첫번째 사랑을 시작해요〉 (김소현)         | 이재학       | 이재학       | 4:31      |
| 2.           | 〈첫번째 사랑을 시작해요 (Inst.)〉 (김소현) |              | 이재학       | 4:31      |
| 총 재생 시간 | 총 재생 시간                                | 총 재생 시간 | 총 재생 시간 | 9:02      |

### Part. 4
| #            | 제목                                                          | 작사         | 작곡         | 재생 시간 |
| ------------ | ------------------------------------------------------------- | ------------ | ------------ | --------- |
| 1.           | 〈반짝반짝 우리집〉 (강지우)                                  | 백운철       | 이재학       | 2:16      |
| 2.           | 〈반짝반짝 우리집 (Original Dialougue With 최지우)〉 (강지우) | 백운철       | 이재학       | 2:33      |
| 3.           | 〈반짝반짝 우리집 (Inst.)〉 (강지우)                          |              | 이재학       | 2:16      |
| 총 재생 시간 | 총 재생 시간                                                  | 총 재생 시간 | 총 재생 시간 | 7:05      |

### 수상한 가정부 OST
| #            | 제목                                                         | 작사         | 작곡           | 재생 시간 |
| ------------ | ------------------------------------------------------------ | ------------ | -------------- | --------- |
| 1.           | 〈Intro〉                                                    |              | 이재학, 전영호 | 0:56      |
| 2.           | 〈Twilight〉 (유성은)                                        | 이재학       | 이재학         | 3:28      |
| 3.           | 〈부탁할게요〉 (김예림)                                      | 이재학       | 이재학         | 3:19      |
| 4.           | 〈첫번째 사랑을 시작해요〉 (김소현)                          | 이재학       | 이재학         | 4:33      |
| 5.           | 〈반짝반짝 우리집 (Original Dialogue With 최지우)〉 (강지우) | 백운철       | 이재학         | 2:33      |
| 6.           | 〈Magic〉                                                    |              | 이재학         | 1:36      |
| 7.           | 〈복녀 Theme Op.1〉                                          |              | 이재학         | 2:12      |
| 8.           | 〈복녀 Theme Op.2〉                                          |              | 이재학         | 2:40      |
| 9.           | 〈Busy〉                                                     |              | 이상훈         | 2:10      |
| 10.          | 〈Dark Home〉                                                |              | 이상훈         | 2:05      |
| 11.          | 〈What happened〉                                            |              | 이상훈         | 1:44      |
| 12.          | 〈Home〉                                                     |              | 전영호         | 2:21      |
| 13.          | 〈(Bonus Track) 반짝반짝 우리집〉 (강지우)                   | 백운철       | 이재학         | 2:16      |
| 14.          | 〈(Bonus Track) 반짝반짝 우리집 (Inst.)〉                    |              | 이재학         | 2:16      |
| 총 재생 시간 | 총 재생 시간                                                 | 총 재생 시간 | 총 재생 시간   | 34:09     |

## 시청률
최저 시청률과 최고 시청률은 시청률 조사회사와 지역별로 시청률에 차이가 있을 수 있습니다.
| 2013년      | 2013년      | 2013년         | 2013년       | 2013년         | 2013년       |
| 회차        | 방송일      | TNmS 시청률    | TNmS 시청률  | AGB 시청률     | AGB 시청률   |
| 회차        | 방송일      | 대한민국(전국) | 서울(수도권) | 대한민국(전국) | 서울(수도권) |
| ----------- | ----------- | -------------- | ------------ | -------------- | ------------ |
| 제1회       | 9월 23일    | 7.4%           | 8.8%         | 8.2%           | 9.3%         |
| 제2회       | 9월 24일    | 7.2%           | 9.3%         | 8.1%           | 9.3%         |
| 제3회       | 9월 30일    | 7.3%           | 9.2%         | 6.9%           | 7.9%         |
| 제4회       | 10월 1일    | 7.3%           | 8.9%         | 7.5%           | 8.8%         |
| 제5회       | 10월 7일    | 6.1%           | 6.9%         | 7.0%           | 8.0%         |
| 제6회       | 10월 8일    | 6.7%           | 7.2%         | 7.4%           | 8.3%         |
| 제7회       | 10월 14일   | 8.5%           | 10.7%        | 10.6%          | 12.2%        |
| 제8회       | 10월 15일   | 10.3%          | 12.6%        | 11.1%          | 12.0%        |
| 제9회       | 10월 21일   | 8.8%           | 10.7%        | 9.7%           | 11.0%        |
| 제10회      | 10월 22일   | 10.2%          | 11.9%        | 10.5%          | 12.4%        |
| 제11회      | 10월 28일   | 9.1%           | 11.1%        | 9.3%           | 10.4%        |
| 제12회      | 10월 29일   | 5.9%           | 6.2%         | 8.0%           | 9.0%         |
| 제13회      | 11월 4일    | 7.2%           | 8.1%         | 9.3%           | 10.4%        |
| 제14회      | 11월 5일    | 8.8%           | 9.8%         | 10.3%          | 11.7%        |
| 제15회      | 11월 11일   | 7.9%           | 8.0%         | 9.3%           | 9.8%         |
| 제16회      | 11월 12일   | 8.5%           | 8.8%         | 9.4%           | 10.6%        |
| 제17회      | 11월 18일   | 7.7%           | 7.8%         | 9.5%           | 10.7%        |
| 제18회      | 11월 19일   | 8.0%           | 9.3%         | 9.0%           | 10.2%        |
| 제19회      | 11월 25일   | 7.7%           | 8.5%         | 8.9%           | 10.4%        |
| 제20회      | 11월 26일   | 9.6%           | 10.5%        | 10.3%          | 11.7%        |
| 평균 시청률 | 평균 시청률 | 8.0％          | 9.2％        | 9.0%           | 10.2%        |

## 동시간대 드라마
- KBS 월화드라마

《굿 닥터》 (2013년 8월 5일 ~ 2013년 10월 8일)
《미래의 선택》 (2013년 10월 14일 ~ 2013년 12월 3일)
- MBC 월화드라마

《불의 여신 정이》 (2013년 7월 1일 ~ 2013년 10월 22일)
《기황후》 (2013년 10월 28일 ~ 2014년 4월 29일)